# Liste der Biografien/Brog
Liste der Biografien |
Portal Biografien |
Personensuche
# |
A |
B |
C |
D |
E |
F |
G |
H |
I |
J |
K |
L |
M |
N |
O |
P |
Q |
R |
S |
T |
U |
V |
W |
X |
Y |
Z |
?
 
Ba |
Be |
Bd |
Bg |
Bh |
Bi |
Bj |
Bl |
Bm |
Bn |
Bo |
Br |
Bs |
Bu |
Bw |
By |
Bz
 
Bra |
Brc |
Brd |
Bre |
Brg |
Bri |
Brj |
Brk |
Brl |
Brn |
Bro |
Brp–Brt |
Bru |
Brv |
Bry |
Brz
 
Broa |
Brob |
Broc |
Brod |
Broe |
Brof |
Brog |
Broh |
Broi |
Broj |
Brok |
Brol |
Brom |
Bron |
Broo |
Brop |
Broq |
Bror |
Bros |
Brot |
Brou |
Brov |
Brow |
Brox |
Broy |
Broz
Die Liste der Biografien führt alle Personen auf, die in der deutschsprachigen Wikipedia einen Artikel haben. Dieses ist eine Teilliste mit 66 Einträgen von Personen, deren Namen mit den Buchstaben „Brog“ beginnt.

## Brog
- Brög, Hans (* 1935), deutscher Künstler, Autor und Kunstprofessor
- Brog-Meier, Kimena (* 1987), Schweizer Eiskunstläuferin

### Broga
- Brogaard, Mia (* 1981), dänische Fußballspielerin
- Brogan, Anna (* 1997), britische Tennisspielerin
- Brogan, Denis William (1900–1974), britischer Schriftsteller und Historiker
- Brogan, Frank (* 1953), US-amerikanischer Politiker
- Brogan, Olwen (1900–1989), britische Provinzialrömische Archäologin

### Brogd
- Brogden, Curtis Hooks (1816–1901), US-amerikanischer Politiker
- Brogdon, Malcolm (* 1992), US-amerikanischer BasketballspielerMalcolm Brogdon (* 1992)

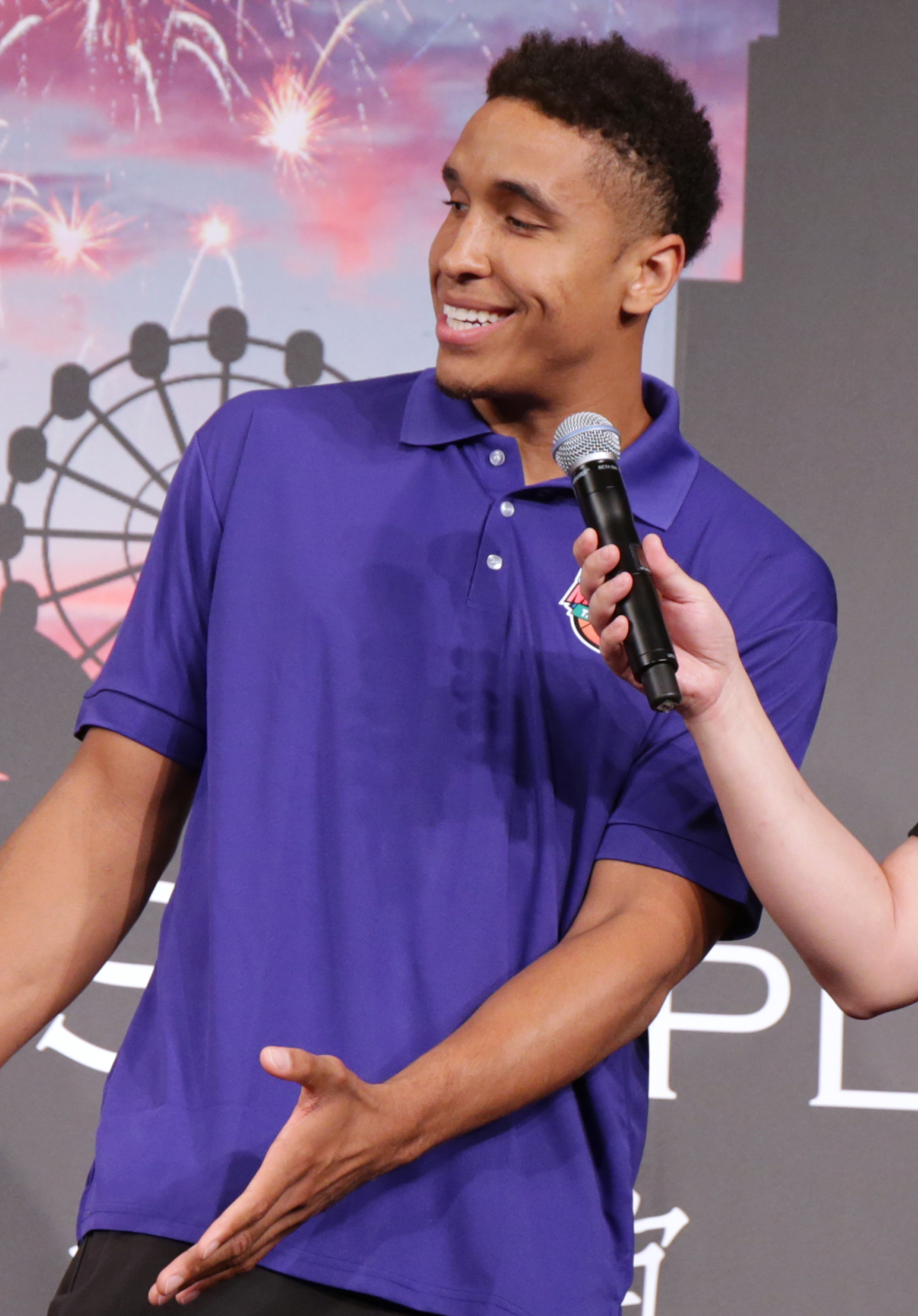
Malcolm Brogdon (* 1992)

### Broge
- Broge, Hans (1822–1908), dänischer Unternehmer
- Brogeland, Per (* 1953), norwegischer Fußballtrainer
- Bröger, Achim (* 1944), deutscher Kinder- und Jugendbuchautor
- Broger, Alfred (1922–2011), Schweizer Grafiker und Maler
- Broger, Alois (1811–1879), Schweizer Politiker und Arzt
- Broger, August (* 1953), Schweizer Skilangläufer
- Bröger, Bennit (* 2006), deutscher Fußballspieler
- Bröger, Karl (1886–1944), deutscher Arbeiterdichter und PolitikerKarl Bröger (1886–1944)

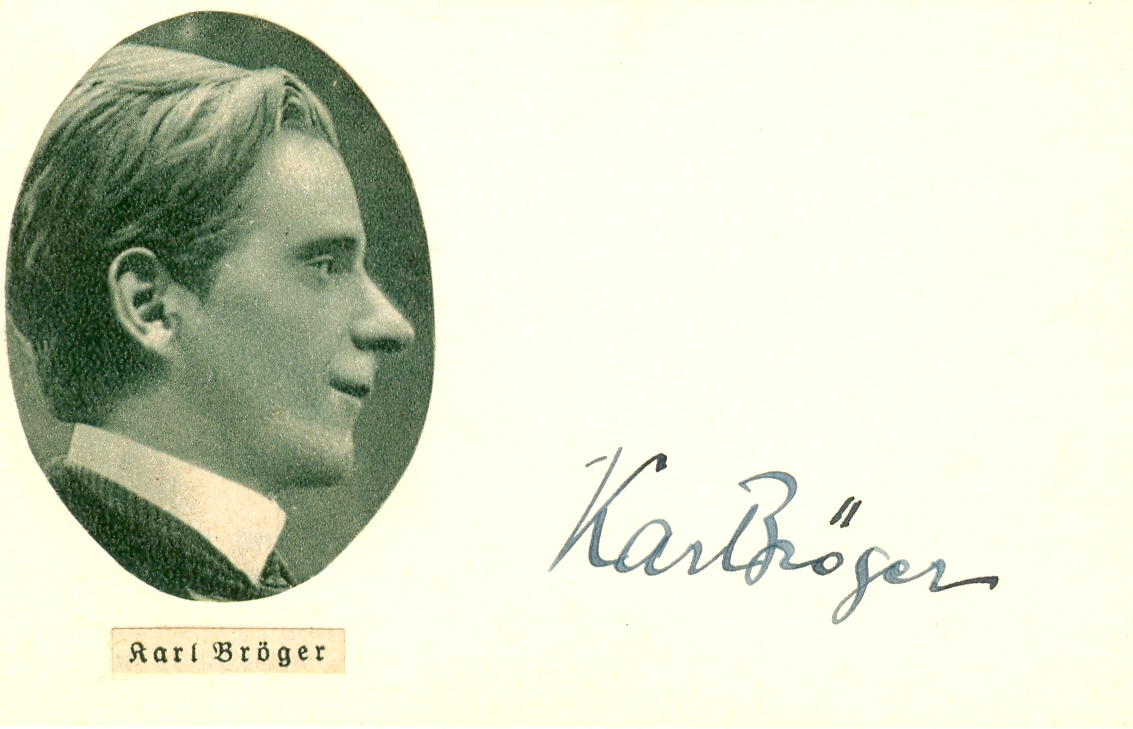
Karl Bröger (1886–1944)

- Broger, Maria Josepha Barbara (1704–1775), Schweizer Liedersängerin und -sammlerin
- Broger, Raymond (1916–1980), Schweizer Politiker

### Brogg
- Brøgger, Anton Wilhelm (1884–1951), norwegischer Prähistoriker und Politiker, Mitglied des Storting
- Brøgger, Lars (* 1970), dänischer Fußballspieler
- Brøgger, Lilian (* 1950), dänische Illustratorin
- Brøgger, Suzanne (* 1944), dänische Schriftstellerin und Journalistin
- Brøgger, Waldemar Christofer (1851–1940), norwegischer Mineraloge und Geologe
- Broggi, Carlo (1881–1968), italienischer Architekt
- Broggi, Moisès (1908–2012), katalanischer Arzt und Pazifist
- Broggini, Gerardo (1926–2018), Schweizer Jurist und Romanist
- Broggini, Ilaria (* 1995), italienische Ruderin
- Broggio, Giulio (1628–1718), Baumeister und Architekt des Barock in Böhmen
- Broggio, Octavio (1670–1742), böhmischer Architekt und Baumeister des Hochbarock
- Broggs, Peter (1954–2015), jamaikanischer Reggaemusiker

### Brogh
- Broghammer, Fabian (* 1990), deutscher Fußballspieler

### Brogi
- Brogi, Beniamino (* 1983), italienischer Schauspieler
- Brogi, Giulio (1935–2019), italienischer Schauspieler
- Brogi, Marco Dino (1932–2020), italienischer Ordensgeistlicher, römisch-katholischer Erzbischof und Diplomat des Heiligen Stuhls
- Brogi, Marina (* 1967), italienische Wirtschaftswissenschaftlerin und Hochschullehrerin
- Brogiato, Heinz Peter (* 1958), deutscher Geograph und Historiker

### Brogl
- Brogle, Emma (* 1934), liechtensteinische Politikerin (VU)
- Brogle, Peter (1933–2006), Schweizer Schauspieler
- Brogle, Sabine (* 1965), deutsche Behindertensportlerin und dreifache Teilnehmerin an Paralympischen Spielen
- Brogli, Roland (1951–2017), Schweizer Politiker
- Broglia, Ricardo A. (1939–2022), argentinisch-italienischer Physiker
- Broglie, Achille-Léon-Victor de (1785–1870), französischer Staatsmann und Diplomat
- Broglie, Albert de (1821–1901), französischer Historiker, Publizist und Staatsmann
- Broglie, Charles-François de (1719–1781), französischer Diplomat
- Broglie, Claude-Victor de (1756–1794), französischer Politiker und General
- Broglie, François de (1720–1757), französischer General, Graf von Revel
- Broglie, François-Marie de (1671–1745), französischer Feldherr, Marschall von Frankreich
- Broglie, Gabriel de (1931–2025), französischer Staatsbeamter, Historiker und ehemaliger Rundfunkfunktionär
- Broglie, Jean de (1921–1976), französischer Politiker, Mitglied der Nationalversammlung
- Broglie, Louis de (1892–1987), französischer PhysikerLouis de Broglie (1892–1987)

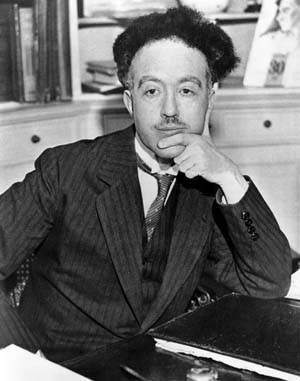
Louis de Broglie (1892–1987)

- Broglie, Louis-Alphonse-Victor de (1846–1906), französischer Diplomat und Abgeordneter
- Broglie, Louise de (1818–1882), französische Literatin und Ökonomin
- Broglie, Maurice de (1875–1960), französischer Physiker, Mitglied der Académie française
- Broglie, Maurice-Jean-Magdalène de (1766–1821), französischer Bischof
- Broglie, Maximilian G. (* 1943), deutscher Medizinrechtler
- Broglie, Victor-François de (1718–1804), französischer Heerführer und Staatsmann, Marschall von Frankreich
- Broglie, Victor-Maurice comte de (1647–1727), Marschall von Frankreich
- Broglin, Jakob, Münzmeister, Steuereintreiber und Gesandter der Markgrafen Bernhard und Jakob von Baden sowie königlicher Münzmeister unter Kaiser Sigismund
- Broglio, Edita (1886–1977), deutschbaltische Malerin
- Broglio, Luigi (1911–2001), italienischer General und Raumfahrtpionier
- Broglio, Timothy (* 1951), US-amerikanischer Geistlicher, römisch-katholischer Erzbischof und Diplomat
- Brogly, Médard (1878–1959), deutsch-französischer Politiker

### Brogn
- Brogna, Luigi (1961–2008), deutschsprachiger Schriftsteller italienischer Herkunft
- Brogny, Jean de († 1426), Bischof von Genf und Viviers, Erzbischof von Arles und Kardinalbischof von Ostia

### Brogr
- Brogren, Per-Olof (* 1939), schwedischer Eisschnellläufer